# Corporation for Public Broadcasting
De Corporation for Public Broadcasting (CPB) is een Amerikaanse instelling zonder winstoogmerk, met als doelstelling het ontwikkelen van niet-commerciële programma's en de zo groot mogelijke verspreiding daarvan. De handvesten van de CPB werden vastgelegd in de Public Broadcasting Act van 1967, een handeling van het Amerikaans Congres, gesigneerd door de toenmalige president Lyndon B. Johnson.
In de beginjaren werkte de CPB samen met het al bestaande National Education Network. In 1969 werd echter besloten om te beginnen met de Public Broadcasting Service, de Amerikaanse publieke televisieomroep. De PBS wordt nu deels gefinancierd door de CPB. De CPB levert ook een bijdrage aan de zendgemachtigden van National Public Radio, de Amerikaanse publieke radio-omroep. Ook worden andere omroeporganisaties bijgestaan en worden er bepaalde internetprojecten gefinancierd.